# 戏妻族语不正
戏妻族之语不正，为晚唐诗人胡曾所作的一首五言绝句，收录于《全唐诗·卷870》中，由于其反映了当时一定的语言事实而成为汉语语言学的其中一个重要文献。

## 诗词原文
呼十却为石，唤针将作真，忽然云雨至，总道是天因。

## 释义
把“十”说成了“石”，把“针”字说成了“真”，刚好乌云密布，准备要下雨，却又在此把“天阴”说成了“天因”。

## 与汉语音韵学关系
该诗为胡曾调侃其妻子的族人说当时官话而发生的语音不正之状况，而十、石，针、真，阴、因在当时并非是同音字。这些在今天的粤语等汉语方言之中都依然不同音，而巧合地在今天的普通话或者官话方言之中却是同音。
|    | 《廣韻》韻目 | 反切 | 擬音  | 粵語今音 | 閩南語今音（臺羅） | 備注                 |
| -- | ------------ | ---- | ----- | -------- | ------------------ | -------------------- |
| 十 | 緝           | 是執 | dzyip | sap6     | si̍p                | 入聲韻韻尾混淆       |
| 石 | 昔           | 常隻 | dzyek | sek6     | si̍k                | 入聲韻韻尾混淆       |
| 針 | 侵           | 職深 | tsyim | zam1     | tsim               | 陽聲韻韻尾-m、-n混淆 |
| 真 | 真           | 職鄰 | tsyin | zan1     | tsin               | 陽聲韻韻尾-m、-n混淆 |
| 陰 | 侵B          | 於金 | 'im   | jam1     | im                 | 陽聲韻韻尾-m、-n混淆 |
| 因 | 眞A          | 於眞 | 'jin  | jan1     | in                 | 陽聲韻韻尾-m、-n混淆 |

因该诗简单易明，而且叙述了当时汉族以及其他少数民族说当时官话的情况，所以被作为汉语语言学的一个文献。